# 洪源镇
洪源镇，是中华人民共和国江西省景德镇市浮梁县下辖的一个乡镇级行政单位。

## 行政区划
洪源镇下辖以下地区：
洪源社区、方家村、洗马村、洪源村、大垅村、桂花村、李家村、鸣山村、罗家村和洪源镇洪源茶林场生活区。